# شيخ دياباتي
شيخ تيديان دياباتي (25 أبريل 1988

 في باماكو) (بالفرنسية: Cheick Tidiane Diabaté)‏ لاعب كرة قدم مالي حيث يجيد اللعب في مركز المهاجم.

## المسيرة الرياضية
تم تصعيد دياباتي من الفريق الرديف إلى الفريق الأول في بداية موسم 2008/2009 بعدما قدم أداء رائع في موسم 2007/2008 حيث شارك في 35 مباراة مسجلا 18 هدف. بسبب تواجد عدد كبير من المهاجمين فإن المدرب لوران بلان فضل الموافقة على إعارته إلى نادي الدرجة الثانية أجاكسيو من أجل اكتساب خبرة باللعب. شارك دياباتي في أول مباراة رسمية في المباراة الافتتاحية لبطولة دوري الدرجة الثانية أمام نادي شاتورو وانتهت بالخسارة. في المباراة الثانية أثبت دياباتي علو كعبه بتسجيله هدف في مرمى نادي ريمس مساهما في نتيجة الفوز 3/1 . بعد 3 أسابيع سجل دياباتي هدف في مرمى نادي فان حيث انتهت بالفوز 4/0 . في الأسابيع الثلاثة التالية استطاع دياباتي تسجيل 3 أهداف في 3 مباريات على التوالي في مرمى أندية بريست، كليرمونت، ونيم. استمر السجل التهديفي لدياباتي بتسجيله في مرمى أندية غينغان، لنس، أنغرز، وبولوني كما سجل هدف في مرمى نادي باستيا الذي يشكل مع نادي أجاكسيو ديربي جزيرة كورسيكا لتنتهي المباراة بالتعادل 1/1 . أنهى دياباتي الموسم بتسجيل 14 هدف محتلا المركز الرابع في لائحة الهدافين مساعدا ناديه في تفادي الهبوط إلى الدرجة الوطنية في آخر مرحلة. أداء دياباتي العالي جعل مسئولي نادي بوردو يجددون عقده إلى سنة 2013 . على الرغم من ذلك فإنه تمت الموافقة على إعارته إلى نادي نانسي اعتبارا من 20 يوليو 2009 .
شارك دياباتي مع منتخب مالي في 7 مباريات دولية مسجلا هدف واحد اعتبارا من سنة 2008 .
سجل هدفين في مرمى غانا في كأس الأمم الأفريقية لكرة القدم 2012، في مباراة المركز الثالث، والتي انتهت بحصول مالي على ذلك المركز.

## روابط خارجية
- شيخ دياباتي على موقع الاتحاد الدولي (مؤرشف)  (الإنجليزية)
- شيخ دياباتي على موقع الاتحاد الأوربي (الإنجليزية)
- شيخ دياباتي على موقع اتحاد تركيا (لاعب) (الإنجليزية)
- شيخ دياباتي على موقع قاعدة بيانات كرة القدم.إي يو (الإنجليزية)
- شيخ دياباتي على موقع ليكيب (الفرنسية)
- شيخ دياباتي على موقع ناشيونال فوتبول تيمز (الإنجليزية)
- شيخ دياباتي على موقع Soccerway.com (الإنجليزية)
- شيخ دياباتي على موقع عالم كرة القدم.نت (الإنجليزية)
- شيخ دياباتي على موقع كووورة
- شيخ دياباتي على موقع AS.com (الإسبانية)